# Bachelite (album)
Bachelite è il secondo album dei reggiani Offlaga Disco Pax.

## Il disco
(Max Collini)
Il disco si apre con Superchiome, un pezzo dedicato ad una Carlotta, soprannominata per l'appunto Superchiome per i suoi capelli rossi e arancioni. Troviamo quindi Ventrale, primo singolo del disco, dedicato al saltatore sovietico Volodymyr Jaščenko, capace nel 1978 di saltare 2 metri e 35 con il metodo ventrale, una tecnica ormai superata dal più moderno stile Fosbury.

L'episodio successivo narrato da Max Collini è Dove ho messo la golf?, dove la rimozione di una Golf usata porta a compiere una piccola follia, e a rubare la macchina dal parcheggio rimozioni sotto gli occhi di tre poliziotti della stradale. In entrambi questi brani la politica è la principale fonte di metafore; essa al contrario è posta al centro di Sensibile, dove vengono rievocati i crimini della coppia di terroristi neri Francesca Mambro e Giusva Fioravanti. Inoltre, sempre nella canzone Sensibile viene citato l'album Abbiamo pazientato 40 anni. Ora basta! del gruppo punk Disciplinatha. Anni dopo la questione sarà alla base dell'aggressione subita, il 14 dicembre 2013, da Max Collini a opera di Dario Parisini dei Disciplinatha nel backstage di un concerto dei Massimo Volume.
La politica viene quindi mischiata allo spettacolo, nella Reggio Emilia di Lungimiranza; il PCI è citato come organizzatore di un concerto in un circolo ARCI, dove un promettente cantautore (di cui il gruppo non vuole svelare il nome, anche se l'ipotesi più plausibile è che si tratti di Vinicio Capossela) e il suo fonico (si pensa il riferimento sia a Luciano Ligabue) si esibiscono nell'indifferenza generale del pubblico. In un articolo per il sito Rockit da lui scritto nel 2023, dove commenta le canzoni dell'album, Max Collini ha confermato il riferimento sia a Capossela che a Ligabue. 

Il passato è protagonista anche di Cioccolato IACP, dove i ricordi di gioventù fra le case popolari completano malinconicamente Robespierre, del disco precedente; prendono infatti vita i personaggi del singolo, da "gli amici del campetto passati dalle Marlboro direttamente all'eroina" alla sfortunata Barbara (alla cui storia era riferito il verso "il toblerone, qualcuno sa il perché").

Le metafore e gli intrecci surreali con gli ideali politici di sinistra del gruppo si esprimono quindi con un inno (Fermo!) al Chirocephalus marchesonii, gambero che vive nel solo Lago di Pilato, portato a simbolo della lotta contro il sistema per i suoi tentativi di fuggire dal suo habitat naturale, sistematicamente bloccati dai forestali marchigiani, e con Onomastica dove la Reggio Emilia roccaforte del PCI si esprime con un elenco di nomi alternativi ai classici "nomi di santi da lunario", che riportano alla mente vari miti del pensiero socialista, recitato su un ossessivo giro di basso accompagnato a tratti dal sassofono di Andy dei Bluvertigo.

A concludere l'album è Venti minuti, un malinconico ricordo del padre morto, che passa attraverso la lunga telefonata di un suo vecchio amico.

## Formazione
- Enrico Fontanelli - basso, tastiere, sintetizzatori, drum machine, pianoforte
- Daniele Carretti - chitarra, basso
- Max Collini - voce, testi

### Altri musicisti
- Francesco Donadello: batteria acustica in Ventrale
- Deborah Naomi Walker: violoncello in Sensibile
- Jukka Reverberi: voce in Cioccolato I.A.C.P. e Fermo!
- Nicola Manzan: violino in Cioccolato I.A.C.P.
- Andy - sassofono in Onomastica

## Tracce
1. Superchiome
2. Ventrale
3. Dove ho messo la Golf?
4. Sensibile
5. Lungimiranza
6. Cioccolato I.A.C.P.
7. Fermo!
8. Onomastica
9. Venti minuti